# Казеле Скуоле (Пјаченца)
Казеле Скуоле је насеље у Италији у округу Пјаченца, региону Емилија-Ромања.
Према процени из 2011. у насељу је живело 27 становника. Насеље се налази на надморској висини од 87 м.